# Чемерник зелений
Чемерник зелений (Helleborus viridis) — вид квіткових рослин родини жовтецевих (Ranunculaceae). Ареал: Австрія, Бельгія, Франція, Німеччина, Велика Британія, Італія, Іспанія, Швейцарія; інтродукований ще до низки країн Європи й США.

## Екологія
Населяє пустирі, занедбані сади, затінені узбіччя доріг і вапнякові ліси.

## Морфологічна характеристика
Це багаторічна, кореневищна, безволоса або запушена рослина, без запаху. Стебло гофроване та ребристе 12–50 см, однорічне. Прикореневих листків 1–2, з 9–11 ланцетними або довгастими сегментами, дрібно або глибоко зубчасті; пластини прикореневого листя до 40 см завширшки. квітки підвішені, зелені чи жовтувато-зелені, +/- пониклі, 35–60 мм у діаметрі, мають п'ять великих чашолистків і 7–12 значно менших пелюсток. Чашолистки розпростерті, ледь увігнуті, довші за тичинки, 9–20 мм ушир. Пелюстки виходять більше ніж наполовину за тичинки. Тичинки численні. Плід — листянка: тіло 14–25 мм; є дзьоб.

## Отруйність
Усі частини рослини сильно отруйні. Рослину раніше культивували як лікарську рослину. Рослини придатні для ґрунтового покриву, якщо їх розташовувати на відстані приблизно 45 см одна від одної.